# Чемпіонат світу з ушу 2005
Чемпіонат світу з ушу 2005 — 8-й Чемпіонат світу з ушу, що проходив в Quan Ngua Sports Palace у Ханої (В'єтнам) з 9 по 14 грудня 2005 року.
Це був найбільш представницький в історії Чемпіонат світу з ушу у порівнянні з попередніми. У турнірі взяло участь 525 спортсменів з 65 країн і територій світу. Це майже вдвічі більше ніж на попередній світовій першості, яка відбулась в Макао (Китай) в 2003 році, де взяли участь представники 50 країн. У В'єтнамі було розіграно 40 комплектів медалей в двох основних видах: ушу-таолу (індивідуальне і колективне представлення) та ушу-сальда (боротьба в контактних поєдинках по вагових категоріях). На організацію турніру місцева влада потратила близько 4 мільярдів донгів (250 тисяч доларів).